# Megalonisi (Lesbos)

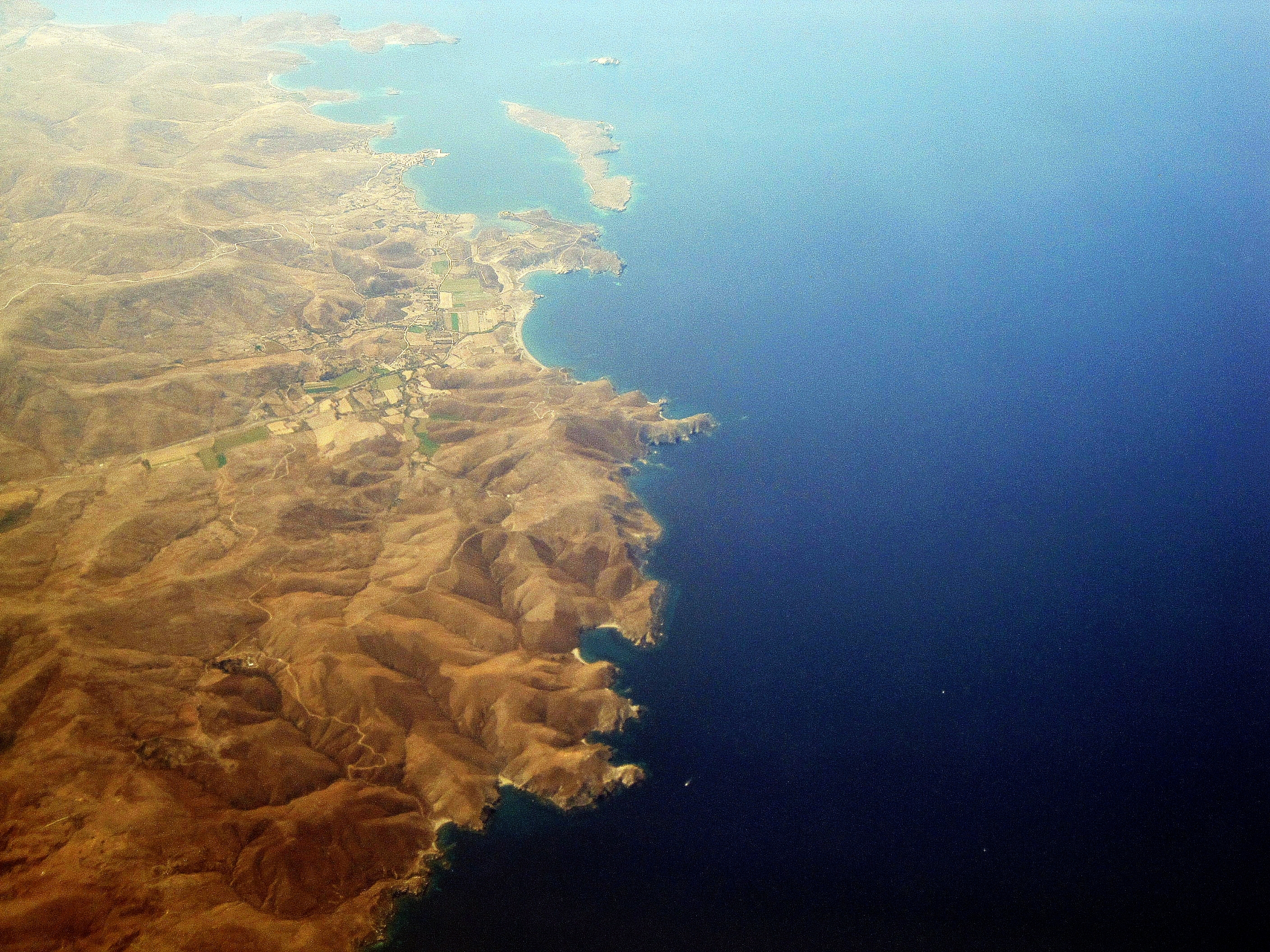
La costa oeste de Lesbos desde el aire, con la isla de Megalonisi en la parte superior de la imagen.

Megalonisi (en griego: Μεγαλονήσι), también Nisiopi (en griego: Νησιώπη), es una larga isla cercana a la costa occidental de la isla Lesbos, en la Periferia del Egeo Septentrional, Grecia. Situada frente al puerto de Sígri, se extiende por la boca de la bahía y actúa como amortiguador de los vientos dominantes. En el centro se alza el faro de Megalonisi para ayudar a los barcos a navegar en el agitado Mar Egeo oriental.